# Klaus Wunder
Klaus Wunder (født 13. september 1950 i Erfurt, DDR, død 16. januar 2024) var en tysk fodboldspiller (angriber) Han spillede én landskamp for Vesttyskland, en venskabskamp mod Sovjetunionen 5. september 1973, som tyskerne vandt 1-0.
Wunder tilbragte hele sin karriere i hjemlandet, hvor han blandt andet repræsenterede Duisburg, Werder Bremen og Bayern München. Hos Bayern var han med til at vinde Mesterholdenes Europa Cup 1974-75 efter finalesejr over Leeds. Wunder blev skiftet ind i første halvleg som erstatning for Uli Hoeneß, der var blevet alvorligt knæskadet.

## Titler
Mesterholdenes Europa Cup
- 1975 med Bayern München